# Sort Sol (film)
|  | Denne artikel er oprettet af botten Steenthbot ud fra en ekstern database. Den kan derfor have sproglige fejl eller mangler. Denne skabelon kan fjernes efter kontrol af indholdet. |

Sort Sol er en dansk kortfilm fra 2014 instrueret af Charlotte Brodthagen og efter manuskript af Christian Bengtson.

## Handling
Venindeparret Camilla og Ella ser frem til lejrturen med klassen. De har et fælles projekt om at se sort sol i løbet af de fem dage, men drømmen slår hurtigt revner, da Camilla inviteres ind i varmen hos de sejes klike. Og så begynder modbydelighederne at tage overhånd.

## Medvirkende
- Rasmus Botoft, Bjarne
- Tippie-Maya Høgh, Camilla
- Oskar Charamba Sørensen, Jonas
- Anna Kempinski Németh
- Kasper Alexander Spies
- Carla Marie Willendrup
- Laura Darren
- Isabella Johansen
- Alexander Kamp Køhn
- Anders Boysen Ladewig
- Rosa Sand Michelsen
- Sofie Hjerrild Nielsen
- Torben Strand Petersen
- Luna Jarnbye Trudslev
- Malte Zierau
- Mikael Chua Ziska